# Roger Nimier
Roger Nimier (* 31. Oktober 1925 in Paris; † 28. September 1962 in Garches) war ein französischer Schriftsteller.

## Leben
Roger Nimier (eigentlich: Roger de La Perrière), Sohn eines Ingenieurs bretonischer Herkunft, verlor im Alter von 14 Jahren seinen Ernährer und musste nach einer glänzenden Schullaufbahn am Lycée Pasteur in Neuilly-sur-Seine, wo er Maurice de Gandillac zum Lehrer hatte, ab 1942 einem Brotberuf als Angestellter in einem Philateliegeschäft nachgehen. In der Zeit des Vichy-Regimes vergrub er sich in Lektüre und bereitete seine Karriere als Schriftsteller vor. 1945 meldete er sich freiwillig zu einem Husarenregiment, kam aber für den Kriegseinsatz zu spät.
In der Nachkriegszeit positionierte er sich gegen die engagierten Schriftsteller wie Sartre und Albert Camus und später auch gegen die Vertreter des Nouveau Roman, um einen eigenen, an Stendhal orientierten Lebensstil zu pflegen, dessen Schlüsselwort désinvolture (Lässigkeit) war, eine Art Gegenbegriff zur biederen Ernsthaftigkeit. Dank Jean Paulhan gelang ihm der Zugang zum Verlag Gallimard, wo er 1948 seinen ersten Roman Les Épées veröffentlichte, mit dem er Aufsehen erregte und allgemein Anerkennung fand. 1950 erschienen aus seiner Feder drei Bücher, darunter Le Hussard bleu (Der blaue Husar), der einzige auch ins Deutsche übersetzte Text, dessen Titel von der Kritik auf die Gruppe wesensverwandter Schriftsteller (wie Antoine Blondin, Jacques Laurent und Michel Déon) übertragen wurde, die als Hussards bekannt wurden.
Zum Mythos wurde Nimier durch seinen frühen Tod im Alter von 36 Jahren am Steuer eines Sportwagens Aston Martin um Mitternacht auf der Autoroute A 13 bei La Celle-Saint-Cloud in Begleitung der Schriftstellerin Sunsiaré de Larcône, die ebenfalls ums Leben kam. Die Presse zog Parallelen zum Tod von James Dean und wollte auch einen Freitod nicht ausschließen.
Seit 1963 trägt der Literaturpreis Prix Roger-Nimier seinen Namen. In Saint-Brieuc ist eine Straße nach ihm benannt.
Roger Nimier war der Vater der Schriftstellerin Marie Nimier (* 1957).

## Werke

### Romane
- Les Épées. Gallimard. 1948.
- Perfide. Gallimard. 1950.
- Le Hussard bleu. Gallimard. 1950.
  - (deutsch) Der blaue Husar. Roman. Decker, Schmiden 1960.
- Les Enfants tristes. Gallimard. 1951.
- Histoire d’un amour. Gallimard. 1953.
- D'Artagnan amoureux ou Cinq ans avant. Gallimard. 1962.
- L’Étrangère. Gallimard. 1968. (Vorwort von Paul Morand)

### Weitere Werke
- Le Grand d'Espagne. Essai. La Table ronde. 1950. (Georges Bernanos als Vorbild)
- Amour et Néant. Essai. Gallimard. 1951, 1953.
- Journées de lecture. Gallimard. 1965. (Literaturkritik. Vorwort von Marcel Jouhandeau)
- L’Élève d’Aristote. Hrsg. Marc Dambre. Gallimard. 1981.
- Les Écrivains sont-ils bêtes ? Essais.  Hrsg. Marc Dambre. Rivages. 1990
- Les Indes Galandes. Nouvelles et contes. Hrsg. Marc Dambre. Rivages. 1990.
- Variétés. L'Air du temps (1945–1962). Hrsg. Marc Dambre. Arléa. 1999. (Sammelschrift)

## Filmografie
Vorlage
- 1961: Die Erwachsenen (Les grandes personnes) (auch Co-Drehbuchautor) – Regie: Jean Valère

Drehbuch
- 1953: Kinder unserer Zeit (I vinti) (erste Episode) – Regie: Michelangelo Antonioni
- 1958: Fahrstuhl zum Schafott (L’ascenseur pour l’échafaud) – Regie: Louis Malle
- 1961: Lehrjahre der Liebe (L’éducation sentimentale) – Regie: Alexandre Astruc
- 1961: Affäre Nina B. (L’affaire Nina B.) – Regie: Robert Siodmak

### Handbuchliteratur
- Winfried Engler: Lexikon der französischen Literatur. Krömer, Stuttgart 1994, S. 688.
- Jean-Michel Maulpoix: Histoire de la littérature française. XXe. 1950/1990. Hatier, Paris 1991, S. 84–86.
- Michel P. Schmitt: NIMIER, Roger, pseudonyme de Roger de la Perrière. In: Jean-Pierre de Beaumarchais, Daniel Couty und Alain Rey (Hrsg.): Dictionnaire des littératures de langue française. Auteurs. Ausgabe in 3 Bänden. Bordas, Paris 1984, S. 1642.